# Kerry O’Brien
Kerry Dennis O’Brien (* 17. April 1946 in Port Augusta, South Australia) ist ein ehemaliger australischer Leichtathlet und Weltrekordhalter.
Bereits 1966 gewann Kerry O’Brien Silber im 3000-Meter-Hindernislauf bei den British Empire and Commonwealth Games. Bei den Olympischen Spielen 1968 wurde er Vierter. Am 4. Juli 1970 stellte O’Brien in Berlin mit 8:22,0 einen Weltrekord auf. Zweieinhalb Wochen später stürzte er im Finale der Commonwealth Games am vorletzten Wassergraben. Bei den Olympischen Spielen 1972 verlor er im Vorlauf in der letzten Runde einen Schuh, woraufhin er vor dem Wassergraben aufgab. Von 1966 bis 1973 gewann er sieben australische Meistertitel im Hindernislauf.
Kerry O’Brien beendete seine Karriere 1973. Bei einer Körpergröße von 1,80 m betrug sein Wettkampfgewicht 70 kg.